# Света Троица (Лукавица)
„Света Троица“ (на сръбски: Храм Свете Тројице) е православна църква в царибродското село Лукавица в Западните покрайнини, Сърбия.

## Местоположение
Църквата е гробищен храм, разположен западно от селото.

## История
Първият храм в Лукавица, датира от XVIII век и в 1883 година Константин Иречек описва основите му. Около 1895 година е изградена новата църква. Хамът е обновен в 2000 година.

## Описание
Иконостасът в църквата е богато резбован от дебърските майстори Филипови, начело с Иван Филипов, подпомогнат от племенника си Иван Йосифов, Алекси Мирчев и Нестор Алексиев. Иконите са дело на друг дебърски майстор – Алексо Василев от Галичник.

## Блежки
1. 1 2 3 4  Димитровград – седиште парохија //   Епархија нишка.  Архивиран от оригинала на 2019-09-04. Посетен на 4 септември 2019 г.
2. ↑  Василиев, Асен. Български възрожденски майстори: живописци, резбари, строители.   София, „Наука и изкуство“, 1965. с. 248.
3. ↑  Василиев, Асен. Български възрожденски майстори: живописци, резбари, строители.   София, „Наука и изкуство“, 1965. с. 255.